# International Behavioural and Neural Genetics Society
De International Behavioural and Neural Genetics Society (IBANGS) is een internationale organisatie voor neuro- en gedragsgenetica, opgericht in 1996. Het doel van IBANGS is het bevorderen van onderzoek op deze gebieden van de erfelijkheidsleer.

## Profiel

### Doel
Het doel van IBANGS is het bevorderen van onderzoek op het gebied van de neurogedragsgenetica door:
- het organiseren van jaarlijkse wetenschappelijke congressen[3][4][5]
- het publiceren van een wetenschappelijk tijdschrift, Genes, Brain and Behavior in samenwerking met Wiley-Blackwell[6][7]

### Prijzen
IBANGS eert jaarlijks toponderzoekers op het gebied van de neurogedragsgenetica met:
- De "IBANGS Distinguished Investigator Award" voor belangrijke bijdragen tot de neurogedragsgenetica gedurende de loopbaan van een onderzoeker
- De "IBANGS Young Scientist Award" voor veelbelovende jonge onderzoekers
- Reisbeurzen voor studenten, postdocs, en junior wetenschappelijk personeel om het jaarlijkse IBANGS congres bij te wonen, gefinancierd door een "meeting grant" van het National Institute on Alcohol Abuse and Alcoholism[10][11]

Een "Distinguished Service Award" voor buitengewone bijdragen tot het vakgebied wordt op een meer onregelmatige basis toegekend.

## Geschiedenis
IBANGS werd in 1996 opgericht als de "European Behavioural and Neural Genetics Society", met Hans-Peter Lipp als eerste president. De naam en het werkgebied van EBANGS werden veranderd in "internationaal" op de eerste bijeenkomst van de vereniging in Orleans, Frankrijk in 1997. IBANGS is een van de oprichters van de Federation of European Neuroscience Societies. De volgende personen zijn president van de vereniging geweest: Mary-Anne Enoch (2011-2012), Richard Brown (2010-2011), Jacqueline Crawley (2009-2010), Christopher Janus (2008-2009), Dan Goldowitz (2007-2008), Tamara J. Phillips (2006-2007), Hee-Sup Shin (2005-2006), Robert W. Williams (2004-2005), Mara Dierssen (2003-2004), John Crabbe (2002-2003), Fred van Leuven (2001-2002), Douglas Wahlsten (2000-2001), Wim E. Crusio (1999-2000), en Hans-Peter Lipp (1996-1999). De huidige president is Josh Dubnau (2012-2013).